# Place de la Confédération (Ottawa)
Pour l’article homonyme, voir Place de la Confédération (Varsovie).
La place de la Confédération (Confederation Square) est une place située au centre-ville d'Ottawa en Ontario.

## Situation et accès
De forme triangulaire, la place est bordée par la rue Wellington au nord, et, depuis le sud, par les deux branches de la rue Elgin qui s'écartent à l'est et à l'ouest. C'est l'un des rares sites d'un centre-ville au Canada à avoir été aménagé suivant les principes du City Beautiful.

## Origine du nom
La place a été désignée lieu historique national du Canada en 1984.

## Historique
La place, construite en 1859, est connue pour être l'emplacement du Monument commémoratif de guerre du Canada, avec la tombe du soldat inconnu.

## Bâtiments remarquables et lieux de mémoire

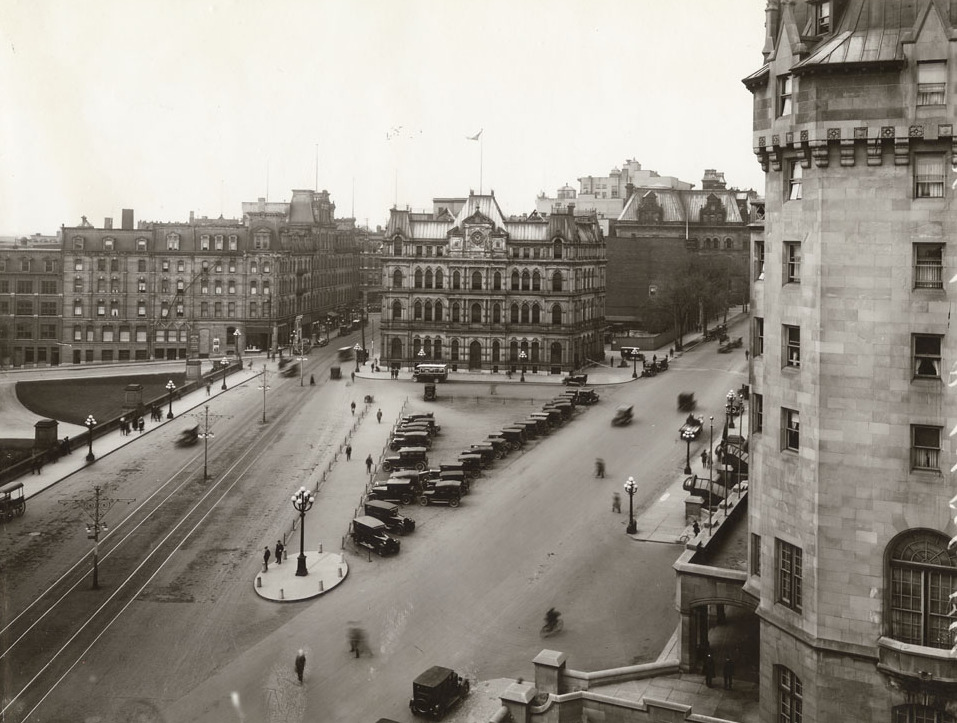
La place entre 1912 et 1938
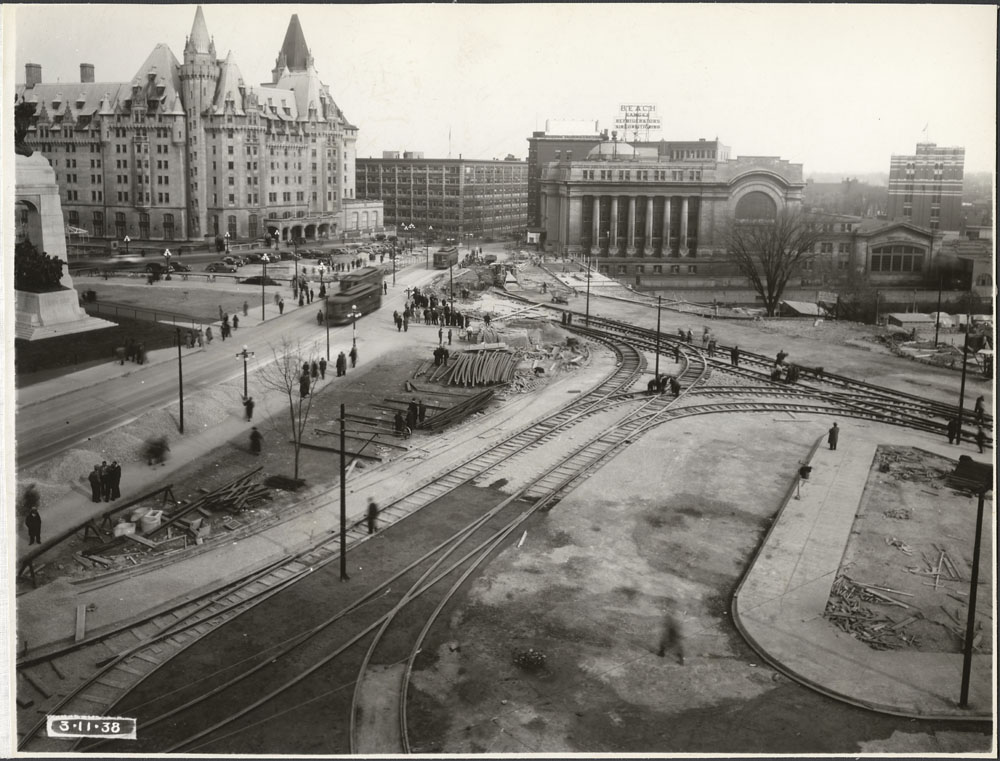
Aménagements en novembre 1938